# Olympische Sommerspiele 2016/Teilnehmer (Bermuda)
| Gelbes Symbol für Goldmedaillen mit stilisierten Olympischen Ringen | Graues Symbol für Silbermedaillen mit stilisierten Olympischen Ringen | Braundes Symbol für Bronzemedaillen mit stilisierten Olympischen Ringen |
| ------------------------------------------------------------------- | --------------------------------------------------------------------- | ----------------------------------------------------------------------- |
| —                                                                   | —                                                                     | —                                                                       |

Bermuda nahm an den Olympischen Spielen 2016 in Rio de Janeiro teil. Es war die insgesamt 18. Teilnahme an den Olympischen Sommerspielen. Die Bermuda Olympic Association nominierte acht Athleten in fünf Sportarten.

## Teilnehmer nach Sportart

### Leichtathletik
Laufen und Gehen 
| Athleten       | Wettbewerb | Vorlauf | Vorlauf | Halbfinale    | Halbfinale    | Finale        | Finale        | Rang |
| Athleten       | Wettbewerb | Zeit    | Rang    | Zeit          | Rang          | Zeit          | Rang          | Rang |
| -------------- | ---------- | ------- | ------- | ------------- | ------------- | ------------- | ------------- | ---- |
| Männer         |            |         |         |               |               |               |               |      |
| Harold Houston | 200 m      | 20,85 s | 63      | ausgeschieden | ausgeschieden | ausgeschieden | ausgeschieden | 63   |

 Springen und Werfen 
| Athleten     | Wettbewerb | Qualifikation | Qualifikation | Finale        | Finale        | Rang |
| Athleten     | Wettbewerb | Weite/Höhe    | Rang          | Weite/Höhe    | Rang          | Rang |
| ------------ | ---------- | ------------- | ------------- | ------------- | ------------- | ---- |
| Frauen       |            |               |               |               |               |      |
| Tyrone Smith | Weitsprung | 7,81 m        | 16            | ausgeschieden | ausgeschieden | 16   |

### Rudern
| Athleten         | Wettbewerb | Vorlauf     | Vorlauf | Vorlauf       | Hoffnungslauf | Hoffnungslauf | Hoffnungslauf | Viertelfinale | Viertelfinale | Viertelfinale | Halbfinale  | Halbfinale | Halbfinale    | Finale      | Finale | Rang |
| Athleten         | Wettbewerb | Zeit        | Platz   | Qualifikation | Zeit          | Platz         | Qualifikation | Zeit          | Platz         | Qualifikation | Zeit        | Platz      | Qualifikation | Zeit        | Platz  | Rang |
| ---------------- | ---------- | ----------- | ------- | ------------- | ------------- | ------------- | ------------- | ------------- | ------------- | ------------- | ----------- | ---------- | ------------- | ----------- | ------ | ---- |
| Frauen           |            |             |         |               |               |               |               |               |               |               |             |            |               |             |        |      |
| Michelle Pearson | Einer      | 8:22,15 min | 3       | Viertelfinale | –             | –             | –             | 7:34,90 min   | 4             | Halbfinale C  | 8:05,78 min | 2          | C-Finale      | 7:34,41 min | 4      | 16   |

### Schwimmen
| Athleten         | Wettbewerb    | Vorlauf     | Vorlauf | Halbfinale    | Halbfinale    | Finale        | Finale        | Rang |
| Athleten         | Wettbewerb    | Zeit        | Rang    | Zeit          | Rang          | Zeit          | Rang          | Rang |
| ---------------- | ------------- | ----------- | ------- | ------------- | ------------- | ------------- | ------------- | ---- |
| Frauen           |               |             |         |               |               |               |               |      |
| Rebecca Heyliger | 50 m Freistil | 26,54 s     | 52      | ausgeschieden | ausgeschieden | ausgeschieden | ausgeschieden | 52   |
| Männer           |               |             |         |               |               |               |               |      |
| Julian Fletcher  | 100 m Brust   | 1:02,73 min | 40      | ausgeschieden | ausgeschieden | ausgeschieden | ausgeschieden | 40   |

### Segeln
Fleet Race
| Athleten         | Wettbewerb   | Qualifikation | Qualifikation | Medal Race    | Medal Race    | Punkte | Rang |
| Athleten         | Wettbewerb   | Punkte        | Rang          | Punkte        | Rang          | Punkte | Rang |
| ---------------- | ------------ | ------------- | ------------- | ------------- | ------------- | ------ | ---- |
| Frauen           |              |               |               |               |               |        |      |
| Cecilia Wollmann | Laser Radial | 291           | 34            | ausgeschieden | ausgeschieden | 291    | 34   |
| Männer           |              |               |               |               |               |        |      |
| Cameron Pimentel | Laser        | 339           | 41            | ausgeschieden | ausgeschieden | 339    | 41   |

### Triathlon
| Athleten    | Wettbewerb | Zeit      | Rang |
| ----------- | ---------- | --------- | ---- |
| Frauen      |            |           |      |
| Flora Duffy | Einzel     | 1:58:25 h | 8    |